# Северноминьский язык
Северноми́ньский язык (кит. трад. 閩北語, упр. 闽北语, пиньинь Mǐnběi yǔ) или минь-бэй — диалект китайского языка, фактически самостоятельный язык, распространён в восточной части провинции Фуцзянь (КНР) вблизи городов Наньпин и Саньмин.